# 科特赖克站
科特赖克站（荷蘭語：Station Kortrijk）是比利时西佛兰德省城市科特赖克的主要鐵路車站。该站日均客流量约10,000人次，是比利时第十五繁忙的铁路车站，也是西佛兰德省第二繁忙的铁路车站。

## 列车服务
该站提供以下列车服务：
- 城际列车 (IC-04) 里尔/波珀灵厄 - 科特赖克 - 根特 - 圣尼克拉斯 - 安特卫普
- 城际列车 (IC-12) 科特赖克 - 根特 - 布鲁塞尔 - 鲁汶 - 列日 - 韦尔肯拉特（周一至周五）
- 城际列车 (IC-12) 科特赖克 - 根特（周末）
- 城际列车 (IC-23) 奥斯坦德 - 布鲁日 - 科特赖克 - 佐特海姆 - 布鲁塞尔 - 布鲁塞尔机场
- 城际列车 (IC-26) 科特赖克 - 图尔奈 - 哈勒 - 布鲁塞尔 - 登德尔蒙德 - 洛克伦 - 圣尼克拉斯（周一至周五）
- 城际列车 (IC-32) 布鲁日 - 鲁瑟拉勒 - 科特赖克
- 地方列车 (L-05) 科特赖克 - 奥德纳尔德 - 根特 - 埃克洛（周一至周五）